# Ben-Diapá
Ben-Diapá (Bendiapá, Bendyapá), Jedna od lokalnih skupina Kanamari Indijanaca, porodice Catuquinean naseljeno južno od Amazone u brazilskoj državi Amazonas. Bendiape govore posebnim dijalektom jezika katukina, a nastanjeni su u području uz igarapé Mamori, pritoci rijeke Juruá. 

## Vanjske poveznice
- Katukina